# Histiogamphelus
Histiogamphelus is een geslacht van straalvinnige vissen uit de familie van zeenaalden en zeepaardjes (Syngnathidae).

## Soorten
- Histiogamphelus briggsii McCulloch, 1914
- Histiogamphelus cristatus (Macleay, 1881)